# 亚历山大·佩塔科维奇
亚历山大·佩塔科维奇（羅馬化：Aleksandar Petaković，1930年2月6日—2011年4月12日），塞尔维亚前男子足球运动员，场上位置是前锋。他曾代表南斯拉夫国家队参加1954年和1958年国际足联世界杯。